# Petre Dicu
Petre Dicu (né le 27 mai 1954 à Gostavăţu) est un lutteur roumain spécialiste de la lutte gréco-romaine. Il participe aux Jeux olympiques d'été de 1976 et aux Jeux olympiques d'été de 1980. En 1980, il remporte la médaille de bronze en combattant dans la catégorie des poids mi-lourds (-90 kg). 

## Palmarès

### Jeux olympiques
- Jeux olympiques de 1980 à Moscou,  Union soviétique
  -  Médaille de bronze.